# Правила гри (фільм, 1939)
«Правила гри» (фр. La Règle du jeu) — художній фільм режисера Жана Ренуара, знятий 1939 року у Франції. Протягом багатьох десятиліть кінознавці та кінокритики визнають його одним із найвищих досягнень європейського кінематографу.

## Сюжет
Франція кінця 1930-х років. Авіатор Андре Жур'є (Ролан Тутен) приземляється на аеродромі Ле-Бурже недалеко від Парижа. Його вітає його друг Октав (Жан Ренуар), повідомляючи Андре, що Крістін (Нора Ґреґор) — австрійсько-французька дворянка, яку любить Андре, — не прийшла його привітати. В Андре розбите серце. Коли репортер підходить для першого інтерв'ю після приземлення, Андре висловлює жаль і засуджує Крістін. Вона слухає радіопередачу у своїй паризькій квартирі, поки її обслуговує її покоївка Лізетт (Полетт Дюбо). Крістін одружена з Робертом, маркізом де ла Шене (Марсель Даліо), вже три роки. Протягом двох років Лізетт одружена з Шумахером (Гастон Модо) — єгерем у маєтку Роберта, але вона більше віддана Крістін. Про минулі стосунки Крістін з Андре відомо її чоловікові, служниці та їхньому другу Октаву. Крістін і Роберт грайливо обговорюють емоційний прояв Андре і говорять про відданість одне одному. Роберт у цей час йде, щоб зателефонувати. Він домовляється зустрітися зі своєю коханкою Женев'єв наступного ранку.
У квартирі Женев'єв Роберт каже, що він повинен припинити їхні стосунки, але запрошує її приєднатися до них на вихідні в заміській садибі Роберта та Крістін, La Colinière, в Солоні. Пізніше Октав переконує Роберта також запросити в маєток Андре. Вони жартують, що якщо Андре та Женев'єв почнуть стосунки, то вирішаться проблеми обох. У маєтку Шумахер охороняє територію та намагається знищити кроликів. Браконьєр Марсо прокрався в маєток, щоб знайти кролика, спійманого в пастку. Перш ніж Марсо зміг утекти, Шумахер ловить його і збирається видворити з території маєтку. Роберт питає, що відбувається. Марсо пояснює, що він може ловити кроликів, і Роберт пропонує йому роботу слуги. Опинившись у будинку, Марсо заграє з Лізетт.
На балу-маскараді виникають кілька романтичних зв'язків. Андре та Крістін заявляють про своє кохання одне до одного і планують утекти разом. Роберт та Андре сперечаються з приводу Крістін. У самотній оранжереї Октав каже, що він також любить Крістін, яка сумнівається в Андре, і вони вирішують втекти разом. Шумахер і Марсо, яких обох вигнали з маєтку через бійку за Лізетт, спостерігають за Октавом та Крістін в оранжереї. Вони приймають Крістін за Лізетт, оскільки Крістін одягла накидку та капюшон Лізетт. Октав повертається до будинку по своє пальто та капелюх, а Лізетт благає його не йти з Крістін.
Октав зустрічає Андре і посилає його до Крістін в оранжерею, позичивши йому своє пальто. Коли Андре прямує до оранжереї в пальто Октава, Шумахер, вирішивши, що це Октав, який, на його думку, намагається втекти з його дружиною, застрелює його.
У заключному моменті фільму Октав і Марсо йдуть у ніч, а Роберт повертає Шумахера до будинку і пояснює вбивство нещасним випадком.

## У ролях
- Нора Ґреґор — Крістін де ла Шене
- Полетт Дюбо — Лізетт, покоївка
- Марсель Даліо — Робер де ла Шене
- Ролан Тутен — Андре Жюр'є
- Жан Ренуар — Октав
- Міла Парелі — Женев'єв де Марра
- Анна Маян — Жаки, племінниця Крістін
- Жульєн Каретт — Марсо, браконьєр
- Гастон Модо — Едуард Шумахер, єгер
- П'єр Маньє — генерал

## Історія створення
Закінчивши фільм «Людина-звір», Ренуар хотів відійти від натуралізму та попрацювати над більш класичним та поетичним проєктом. Джерелом натхнення стали твори П'єра де Маріво та Альфреда де Мюссе. Перечитуючи їх, Ренуар намацав власний стиль на півдорозі між прозою та поезією.
Після першої обуреної реакції глядачів прокатники вимагали від Ренуара радикально переробити фільм. Після прем'єри початкову тривалість фільму (94 хвилини) скорочено до 81 хвилини. Ренуар скоротив зіграну ним роль Октава, зокрема його коротке захоплення Крістін наприкінці, що породило легенду про «другу кінцівку».
Під час одного із бомбардувань союзників у Булоні оригінальний негатив фільму загинув. Багато хто був переконаний, що повну версію фільму втрачено назавжди. Однак після війни знайдено фрагменти негативу, і розпочато копітку роботу з відновлення. 1959 року, за сприяння та схвалення Ренуара, відновлено повну версію фільму тривалістю 106 хвилин. Залишилася невиявленою лише одна сцена — розмова Лізетт про справи прислуги, але ця сцена була коротка і, за словами Ренуара, для сюжету несуттєва. Переломний момент у переоцінці фільму настає 1965 році, коли завдяки «Товариству великих класичних фільмів» (Société des Grands Films Classiques) на екрани вийшла найповніша версія довжиною 3000 м (110 хв), відновлена в 1958—1959 роках на основі досить довгої копії, знайденої 1946 року, великого запасу збережених дублів і вирізаних сцен (реставратори прислухалися до порад самого Ренуара), і в новій версії фільм здобув успіх.

## Оцінка фільму
Спочатку фільм засудили за сатиру на французьке вище товариство; паризька публіка висміяла прем'єру, вважаючи, що людей вищих шарів показано у фільмі примхливими, схильними керуватися своїми забаганками й не дбати про наслідки своїх учинків.
Французький уряд, а потім уряд Віші заборонив фільм до показу у всіх кінотеатрах як «деморалізаційний». За словами Джона Кобала, «шовіністична французька публіка не терпіла думки про аристократів-французів із батьками-євреями та дружинами-німкенями. <…> Намагалися підпалити кінотеатр, де демонструвався фільм. Зрештою його заборонили. Нацисти підтримували заборону». Ренуара надзвичайно засмутило прийняття фільму. Дехто звинувачує зовнішні чинники — наприклад, те, що фільм запізнився з виходом на екрани, і прем'єра відбулася перед війною.

Після закінчення війни оцінку фільму переглянуто. Як зазначав Андре Базен, «довгий період нерозуміння пояснюється не тільки своєрідністю сюжету і психологічною інертністю публіки, а й… композицією фільму, що лише помалу відкривається уважному глядачеві». Сам Базен прямо називав «Правила гри» шедевром і пояснював це так:
Ренуару вдається тут обійтися зовсім без драматургійних структур: фільм — лише переплетення відгуків, натяків, відповідностей, карусель різних тем, де реальність і моральна ідея перегукуються, не порушуючи сенсу і ритму, тональності й мелодії; при цьому фільм чудово збудований, жоден кадр не виявляється марним або недоречним. Цей твір потрібно переглядати, як заново слухаєш симфонію, як розмірковуєш перед картиною живописця, тому що з кожним разом все краще вловлюєш його внутрішню гармонію.
Оригінальний текст (фр.)
Renoir était parvenu à se passer totalement de structure dramatique et avait réalisé une oeuvre qui n'est qu'un entrelacs de rappels, d'allusions, de correspondances, un carrousel de thèmes où la réalité et l'idée morale se répondent sans défaillance de signification et de rythme, de tonalité et de mélodie ; mais cependant merveilleusement construite dont nulle image n'est inutile ni placée à contre temps. C'est une oeuvre qu'il faut revoir comme on ré-écoute une symphonie, comme on médite devant un tableau, car on en perçoit mieux chaque fois les harmonies intérieures.

Навіть у 1950-ті роки найвизначніші історики кінематографу, говорячи про нього, дозволяли собі пускати шпильки на адресу фільму. Жак Лурселль в описі фільму наводить їх висловлювання: "Бардеш називає його «дивною мішаниною», Садуль — «безладним», «нерівним твором», Чарлз Форд говорить про «досить незаслужену славу». Критик і теоретик кіно Жорж Шарансоль, писав: «Фільм Правила гри знято напередодні війни і сьогодні його б забули остаточно, якби комусь не спала на думку прикра думка повернути його до життя».
У рейтингу десяти найвизначніших фільмів світового кіно, який публікується в британському журналі Sight & Sound кожні десять років, починаючи від 1952 року, і ґрунтується на думці більш ніж ста кінознавців і (від 1992 року) режисерів з різних країн світу, «Правила гри» залишається єдиним фільмом, який був присутнім щоразу, займаючи місця від другого (тричі) до десятого. На перші позиції у своїх списках його ставили, наприклад, кінознавці Нік Роддік, Пол Шредер та режисер Бертран Таверньє. 1966 року фільму присуджено данську премію «Боділ» у номінації «Найкращий європейський фільм».
Роберт Альтман, якого називали стилістичним наступником Ренуара і який віддав шану його картині у фільмі «Госфорд-парк», захоплювався фільмом «Правила гри» і казав: «„Правила гри“ навчили мене правилам гри». Бернардо Бертолуччі казав, що: "Своїм найулюбленішим режисером я назвав би Ренуара, він для мене все, і батько, і мати, а фільм номер один для мене — «Правила гри».
Російський кінокритик Сергій Добротворський, називаючи картину «меланхолійним водевілем», писав 1994 року, що «тільки Чаплін у пору свого виконавського розквіту був здатний на таку вибагливу людську трагікомедію. Він, втім, оперував умовністю маски. Жан Ренуар назавжди залишився прихильником безумовної реальності».

## Стиль
«Правила гри» відомі використанням глибокого фокусу: події, що відбуваються на передньому та задньому планах, рівнозначні. В інтерв'ю з Жаком Ріветтом і Франсуа Трюффо 1954 року Ренуар казав: «Робота над сценарієм надихнула мене змінити напрямок і, можливо, зовсім відійти від натуралізму, щоб спробувати намацати класичніший, більш поетичний жанр». Ренуар переписував сценарій кілька разів, часто цілком відмовляючись від початкових задумів унаслідок взаємодії з акторами, спостерігаючи реакції, що він не передбачав. Як режисер він прагнув «наблизитися до того, щоб персонажі могли пристосовуватися до своїх теорій у житті, при цьому стикаючись із багатьма життєвими перешкодами, які не дозволяють нам теоретизувати».
Стилістика фільму вплинула на багатьох кінорежисерів. Наприклад, «Госфорд-парк» Роберта Альтмана повторює багато сюжетних ліній «Правил гри» (аристократи в селі, аристократи та їхні слуги, убивство) і на знак поваги прямо посилається на них у ганебній сцені полювання, в якій не рухається ніхто, крім прислуги.